# Чжанцзячуань-Хуейський автономний повіт
34°59′39″ пн. ш. 106°12′31″ сх. д. / 34.99414° пн. ш. 106.20865° сх. д.
Чжанцзячуань-Хуейський автономний повіт (кит. 张家川回族自治县, пін. Zhāngjiāchuān Huízú Zìzhìxiàn) — один із повітів КНР у складі префектури Тяньшуй, провінція Ганьсу. Адміністративний центр — містечко Чжанцзячуань.

## Географія
Чжанцзячуань-Хуейський автономний повіт лежить на висоті понад 1660 метрів над рівнем моря у межах Лесового плато.

### Клімат
Повіт знаходиться у зоні, котра характеризується вологим континентальним кліматом. Найтепліший місяць — червень із середньою температурою 19,9 °C. Найхолодніший місяць — грудень, із середньою температурою -5,2 °С.
| Клімат повіту Чжанцзячуань-Хуей | Клімат повіту Чжанцзячуань-Хуей | Клімат повіту Чжанцзячуань-Хуей | Клімат повіту Чжанцзячуань-Хуей | Клімат повіту Чжанцзячуань-Хуей | Клімат повіту Чжанцзячуань-Хуей | Клімат повіту Чжанцзячуань-Хуей | Клімат повіту Чжанцзячуань-Хуей | Клімат повіту Чжанцзячуань-Хуей | Клімат повіту Чжанцзячуань-Хуей | Клімат повіту Чжанцзячуань-Хуей | Клімат повіту Чжанцзячуань-Хуей | Клімат повіту Чжанцзячуань-Хуей | Клімат повіту Чжанцзячуань-Хуей |
| Показник                        | Січ.                            | Лют.                            | Бер.                            | Квіт.                           | Трав.                           | Черв.                           | Лип.                            | Серп.                           | Вер.                            | Жовт.                           | Лист.                           | Груд.                           | Рік                             |
| Середній максимум, °C           | 1,4                             | 4,3                             | 9,8                             | 16,2                            | 20,6                            | 24,1                            | 25,9                            | 24,4                            | 19,8                            | 14,1                            | 8,5                             | 3,3                             | 14,4                            |
| Середня температура, °C         | −5,2                            | −1,5                            | 3,5                             | 9,2                             | 13,8                            | 17,6                            | 19,9                            | 18,7                            | 14,3                            | 8,3                             | 2                               | −3,3                            | 8,1                             |
| Середній мінімум, °C            | −10,5                           | −6                              | −1,4                            | 3                               | 7,3                             | 11,4                            | 14,6                            | 13,8                            | 9,7                             | 3,7                             | −2,8                            | −8,3                            | 2,9                             |
| Норма опадів, мм                | 6.2                             | 8.1                             | 15.4                            | 31.4                            | 52.8                            | 70.6                            | 108.2                           | 100.5                           | 80.1                            | 45.7                            | 11.8                            | 4.6                             | 535.4                           |
| Вологість повітря, %            | 69                              | 69                              | 66                              | 63                              | 65                              | 70                              | 74                              | 77                              | 80                              | 80                              | 75                              | 70                              | 71.5                            |
| ------------------------------- | ------------------------------- | ------------------------------- | ------------------------------- | ------------------------------- | ------------------------------- | ------------------------------- | ------------------------------- | ------------------------------- | ------------------------------- | ------------------------------- | ------------------------------- | ------------------------------- | ------------------------------- |
| Джерело: data.cma.cn            |                                 |                                 |                                 |                                 |                                 |                                 |                                 |                                 |                                 |                                 |                                 |                                 |                                 |